# チェンバーズ・ストリート (マンハッタン)

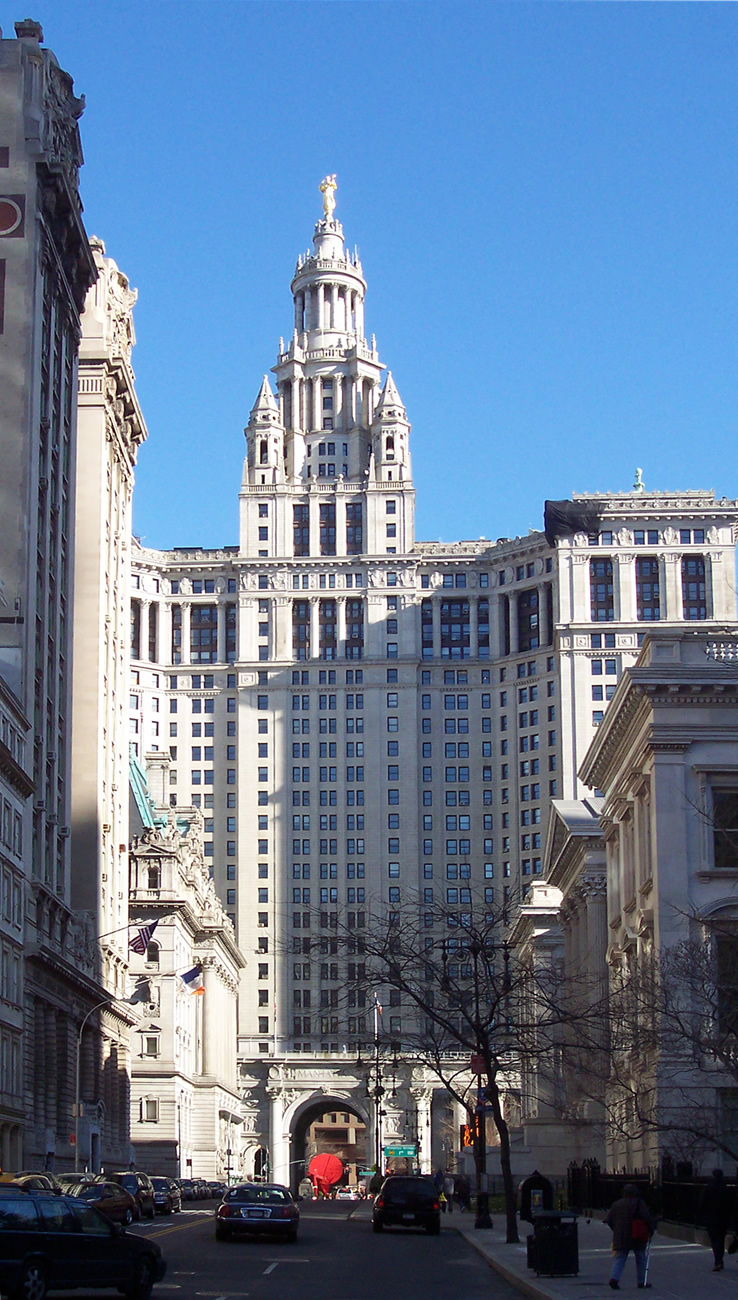
東端に位置するマンハッタン市営ビル。

チェンバーズ・ストリート（英語：Chambers Street、チェンバース・ストリートとも読む）は、ニューヨーク市ロウアー・マンハッタンを東西に走る両方向通行の通りである。道路は、西のバッテリー・パーク・シティ、リバー・テラスから、PS 234（インディペンデンス・スクール）、スタイヴサント・ハイスクールを経由し、センター・ストリート1番地のマンハッタン市営ビル前まで走る。20世紀前半には、市営ビルのアーチを通り、さらに東へと延びていた。ブロードウェイとセンター・ストリートの間で、ストリートは、ニューヨーク市役所とツイード裁判所の北側を通る。また、マンハッタンの遺言検認裁判所がある。

## 歴史
チェンバーズ・ストリートの名は、トリニティ教会の重要な教区民であるジョン・チェンバーズからきている。

## 交通機関
ニューヨーク市地下鉄の駅が、チェンバーズ・ストリートに3つある：
- IND8番街線 チェンバーズ・ストリート-ワールド・トレード・センター駅 - チャーチ・ストリート上。J Z系統の列車が停車する。
- BMTナッソー・ストリート線 チェンバーズ・ストリート駅 - センター・ストリート上。A C E系統の列車が停車する。
- IRTブロードウェイ-7番街線 チェンバーズ・ストリート駅 - ウェスト・ブロードウェイ上。1 2 3系統の列車が停車する。